# Castell de Barrès
El Castell de Barrès és un edifici de l'Esquirol (Osona) declarat Bé Cultural d'Interès Nacional.

## Descripció
A la zona sud del turó de Barrés queda la base d'una torre i un mur, tot molt cobert per la sedimentació natural i la vegetació. A la zona es poden veure també restes de l'enderroc de pedra i teula corresponent a parts de l'antic castell.

## Història
Aquest castell estava dintre del terme del castell de Cabrera i defensava el sector de la parròquia de Santa Maria de Corcó. Depenia dels vescomtes de Cabrera. Es documentat per primera vegada l'any 1106.
L'any 1302 el castell és destruït arran els conflictes que esclataren entre el rei Jaume II i el comte d'Empúries Ponç Hug IV, que estava casat amb la vescomtessa Marquesa de Cabrera. L'any 1313 Ramon d'Empúries demanà permís al rei per reconstruir el castell, el qual li va imposar una sèrie de límits. L'any 1589, diverses persones afirmen conèixer l'existència del castell del qual només restaven algunes parets, però ningú recordava haver-lo vist d'empeus, ni els seus pares ni els seus avis, així que no se sap si és que no es va reconstruir mai o es va destruir durant la guerra civil del segle xv.